# 龚存玲
龚存玲（1942年1月—），女，汉族，安徽人，中共党员，中华人民共和国政治人物，第八届全国人大代表。

## 生平
1962年至1966年在皖南大学（现安徽师范大学）化学系学习，曾任校学生会主席。毕业后，历任四川长江起重机器厂技术员、工程师，合肥自行车公司党委副书记、副经理。1984年任合肥联合大学（现合肥学院）党委副书记、副校长。1990年起，先后任安徽省妇联副主任、主任、党组书记。1993年任合肥市委副书记。后担任安徽省新闻出版局局长，安徽省政协常委、安徽省政协港澳台侨和外事委员会副主任等职。